# Mortalitet
Smrtnost (ili latinizam mortalitet)  je demografski pokazatelj koji označava određeni broj smrtnih slučajeva stanovništva na temelju ukupnog broja stanovništva u određenom razdoblju (obično jedne godine) i pokazatelj je zdravstva.  
Smrtnost je omjer broja umrlih na prosječni broj stanovnika.